# Dieciséis valses, op. 39 (Brahms)
Dieciséis valses (alemán; Sechzehn Walzer), op. 39, es un conjunto de 16 valses cortos para piano escritos por Johannes Brahms. Fueron compuestos en 1865, y publicados en 1866, dedicados al contovertido crítico musical Eduard Hanslick, defensor acérrimo de la música de Brahms. 

## Introducción
Estos valses fueron escritos para piano a cuatro manos, y también fueron arreglados para piano solo por el compositor, en dos versiones diferentes, una completa (difícil) y otra simplificada (fácil). Las tres versiones se publicaron al mismo tiempo y se vendieron bien, contrariamente a las pocas expectativas del compositor.
Los valses fueron escritos mientras el compositor vivía transitoriamente en Viena, ciudad en la que se instalaría definitivamente en 1872. Tenían la intención de ser un tributo al vals que se había puesto especialmente de moda en su ciudad adoptiva.

## Características
En las versiones en solitario, se modificaron algunas de las claves de la versión a dúo original (las últimas cuatro en la versión difícil y la número 6 en la versión fácil). El vals número 15 en la mayor (o la ♭) ha adquirido vida propia, probablemente como la pieza más popular de la colección. Después de la muerte del compositor, se publicó un arreglo de cinco de los valses (núms. 1, 2, 11, 14 y 15) para dos pianos, a cuatro manos.
Casi todos los valses están en forma binaria recapitulativa. Para cada vals, la primera mitad se mueve a la clave dominante, mayor relativa o la sustituta. Luego, la segunda mitad comienza con un pasaje de desarrollo que vuelve al tema principal y la tónica.
En 1984, el crítico Edward Rothstein dijo que Joseph Smith "presentó un caso convincente para tomarlos en serio como un ciclo unificado".

## Valses
Los 16 valses presentados aquí son interpretados por Martha Goldstein :
| No. 1 in B major Tempo giusto (1:02)                                                             |
| No. 2 in E major (1:32)                                                                          |
| No. 3 in G♯ minor (1:02)                                                                         |
| No. 4 in E minor Poco sostenuto (1:35)                                                           |
| No. 5 in E major Grazioso (1:10)                                                                 |
| No. 6 in C♯ major Vivace (C major in the easy solo version) (1:07)                               |
| No. 7 in C♯ minor Poco più Andante (2:12)                                                        |
| No. 8 in B♭ major (1:40)                                                                         |
| No. 9 in D minor (1:26)                                                                          |
| No. 10 in G major (0:32)                                                                         |
| No. 11 in B minor (1:28)                                                                         |
| No. 12 in E major (1:20)                                                                         |
| No. 13 in C major (B major in the more difficult solo version) (0:48)                            |
| No. 14 in A minor (G♯ minor in the more difficult solo version and the two-piano version) (1:34) |
| No. 15 in A major (A♭ major in the more difficult solo version and the two-piano version) (1:28) |
| No. 16 in D minor (C♯ minor in the more difficult solo version) (1:01)                           |